# Auguste Bravais
Auguste Bravais (Annonay, 23 de agosto de 1811 — Le Chesnay, 30 de março de 1863) foi um físico francês.
Notabilizado por seus trabalhos em cristalografia, foi o introdutor dos diagramas básicos de estrutura atualmente conhecidos por redes de Bravais.

## Biografia
Estudou no Collège Stanislas, em Paris, ingressando na École Polytechnique de Paris em 1829.
Ao terminar seus estudos ingressou na armada, recebendo carta patente de oficial. Embarcou depois no Finistère, em 1832, e depois no Loiret, tendo participado em trabalhos de hidrografia nas costas da Argélia. Participou também na expedição do Recherche, enviado a Spitzberg e à Lapónia em socorro do Lilloise.
A partir de 1840 passa a ministrar um curso de matemática aplicada à astronomia na Faculté des sciences de Lyon. Lecionou física na École Polytechnique, entre 1845 e 1856, data em que foi substituído por Henri Hureau de Sénarmont.
Bravais publicou uma memória sobre cristalografia em 1847, que o celebrizou.
Foi membro fundador da Société Météorologique, e sucedeu ao almirante Albin Reine Roussin como sócio da Académie des Sciences em 1854. Também se interessou por magnetismo, pela origem das auroras polares, por meteorologia, geobotânica, astronomia e hidrografia.